# チャンドラー (ウルトラ怪獣)
チャンドラーは、円谷プロダクション制作の特撮テレビドラマ『ウルトラマン』をはじめとする「ウルトラシリーズ」に登場する架空の怪獣。別名は有翼怪獣。

## 『ウルトラマン』に登場するチャンドラー
『ウルトラマン』第8話「怪獣無法地帯」に登場。
レッドキングやマグラー、ピグモンなど他の怪獣とともに多々良島に棲息しており、島の火山活動と地震によって復活した太古の生物と設定されている。両腕の翼で空は飛べないものの、風速60メートルの強風を起こせる。また、鋭く長い牙や手の爪も武器であり、レッドキングとの戦いでは肩に噛みついて負傷させるが、右側の翼を引き裂かれて戦意を喪失して敗走する。その後の消息は不明。
- デザイン、造形：高山良策
- スーツアクター：清野幸弘[出典 6]、鈴木邦夫（前夜祭）[14]
- 着ぐるみは、前作『ウルトラQ』に登場したペギラの頭部に耳状の突起や牙、角を追加し、瞳を赤くして全身を乳白色から褐色に塗り替えたもの[出典 7]。この経緯により、学年誌などではペギラとチャンドラーが「兄弟怪獣」と設定されている資料[17]や、「他人の空似」と解説されている資料も存在する[18][19]。こういった兄弟説や亜種説は他の書籍にも散見されており、以下に一例を挙げる。
  - 『ウルトラマン ベストブック』では、イデの言葉としてペギラの変異体または個体差であるとの推測を記述している[2]。
  - 『ウルトラマン大怪獣図鑑』では、突然変異型や同種の進化系と記述している[12]。
  - 『ウルトラ怪獣列伝』では、後年の特撮テレビドラマ『ウルトラギャラクシー大怪獣バトル』での言及から亜種と推測している[7]。
- 本編に先立ち、1966年7月9日に杉並公会堂にて開催されたイベント「ウルトラマン前夜祭 ウルトラマン誕生」（放送は翌10日）でも舞台で暴れている。
- 放送当時に連載されていた一峰大二の漫画版『ウルトラマン』では、レッドキングやマグラーと共闘し、翼で強風を起こす能力を中心に描かれている。詳細はレッドキング#漫画作品に登場するレッドキングを参照。

## 『ウルトラマンパワード』に登場するチャンドラー
『ウルトラマンパワード』第3話「怪獣魔境へ飛べ！」（米国版サブタイトル：A QUARTET OF CREATURE）に登場。玩具などではパワードチャンドラーと称される。
体色はグリーン。「ロストワールド」とも呼ばれるギアナ高地にドキュメンタリー撮影に訪れたテレビ局クルーたちの前に現れ、レッドキング（雌）との縄張り争いを行う。レッドキングの尾の攻撃に噛みつくなど立ち回り、カウンターのパンチで一度は撃退するが、その後はレッドキングの復讐戦で崖に叩きつけられ、頭を強打して死亡する。
劇中では有史以前の巨大生命体の生き残りとされ、存在は確認されていたものの人畜無害であったため、処分されることはなかったようである。本来はおとなしい性格らしく、冒頭のシーンではクルーに近距離から観察されている。とはいえ肉食らしく、空腹時にはクルーを襲っていた。
2枚の巨大な翼を持ち、風速80メートルの突風を巻き起こすが、空中飛行は不可能である。鋭い牙と、約3分で巨大生物を殺す猛毒を持つ爪が武器。
- デザインは前田真宏[23]。デザイン画では原典に近い色合いであったが、造形段階で緑色になった[23]。チャンドラー族の亜種というイメージで「ストロングチャンドラー」（この名称は企画段階での候補でもある[24]）がデザインされたものの、未使用に終わった[23][25]。デザインイメージは鳥の祖先[25]。

## 『ウルトラマンデッカー』に登場するチャンドラー
『ウルトラマンデッカー』第22話「衰亡のバズド」に登場。
バズド星人アガムスが、自身のアジトを包囲したGUTS-SELECTの隊員たちへ向けて差し向けた怪獣。その脳には脳波コントロールシステムが埋め込まれており、シゲナガマキ博士が使用していたものと同様のペンダント型の脳波制御装置を介してアガムスの脳波によって使役されている。鋭い牙や爪、翼を羽ばたかせて起こす突風が武器。
GUTS-SELECTの隊員たちと交戦するが、最後はGUTSグリフォンのグリフォンタロンビームを受けて爆散した。
- スーツアクター：永地悠斗
- 第22話監督の辻本貴則により、口から火炎を吐く能力や翼で飛行する能力が追加されている[30]。
- スーツは『ウルトラマンZ』で使用したペギラの改造[31][32]。耳と角を付け、体色を一度白で全体を塗って下地を作り、黒っぽく落とした感じに再度塗り替えている[32]。皺を眉間に入れつつ、瞼を上げて少し目つきを鋭くしている[32]。

## 『ウルトラマンアーク』に登場するチャンドラー
『ウルトラマンアーク』第15話「さまよえる未来」に登場。
「K-DAY」の際、イタリア・ピサの斜塔付近に出現する。巨大な翼を羽ばたかせて巻き起こす強風で攻撃する。

## ライブステージに登場するチャンドラー
2003年開催の『ウルトラマンフェスティバル』のライブステージでは、怪獣動物園に生息する怪獣として登場。マグマ星人の策略により、暴れ出して同じく怪獣動物園に住むレッドキングと闘って勝利するが、最後はウルトラマンコスモスのコズミューム光線で静まる。また、同時に出現したマグラー、ババルウ星人（ウルトラマンレオに化けている）、ウルトラマンジャスティス、グインジェも、コスモス、レオ兄弟、ウルトラマンゼアス、ウルトラセブンに敗北する。
第2部「伝説の勇者達〜新たなる光〜」では、ゴドラ星人によってペギラと共に召喚され、コスモスを苦しめる。

## 過去の映像を流用しての登場
映像は初登場作品の流用。
- 『長篇怪獣映画ウルトラマン』、『ウルトラマン怪獣大決戦』
  - 初代登場エピソードの映画化。
- 『ウルトラマンタロウ』
  - 第40話の35大怪獣、宇宙人の1体として回想シーンに登場している。
- 『ウルトラマンボーイのウルころ』
  - 第75話「怪獣島は大騒ぎの巻」というコーナーで紹介された。

## その他に登場するチャンドラー
- 『ウルトラギャラクシー大怪獣バトル』第1話では、オキの作っていた骨格標本として登場する。クマノはペギラと見間違えるが、これはチャンドラーのスーツがペギラの改造であることにちなんでいる。
- 『ウルトラマンサーガ』の企画段階では、バット星人に怪獣墓場から連れ出され、ゴメス（S）やグビラと共にウルトラマンゼロやウルトラマンコスモスと戦い、ルナモードのフルムーンレクトでおとなしくなるが、最後はバット星人に処刑されるという役回りで登場が予定されていた[34]。
- 『ウルトラマンアーク』第15話では、物語開始の16年前に世界各地にて怪獣が同時出現した日「K-DAY」に、イタリアのピサの斜塔付近に出現していた[35]。
- 漫画作品
  - 『ウルトラマン超闘士激伝』では、ブラック指令配下でチャンドラーをモチーフにした「メタルモンス」が登場する。それ以前にも、普通のチャンドラーが第2回大会にレッドキングの後方支援として、スフランやピグモン2匹と共に登場する。
  - 『ウルトラマン THE FIRST』では、多々良島での戦いの冒頭に登場するが、レッドキングに倒される。
  - 『ウルトラマンSTORY 0』第39話・第40話では、ジェロニモンの蘇生させた再生怪獣の1体として登場する。
  - 『酩酊!怪獣酒場』では、怪獣酒場の客として登場する。サラリーマンとして働いており、要領よく上司に取り入って出世している。
- テレビアニメ『SSSS.GRIDMAN』第2話では、新条アカネの部屋の棚にパワードチャンドラーのフィギュアが飾られている[36][37]。